# Provirus
Provirus je stadium, respektive druh virové infekce, při kterém je nukleová kyselina viru začleněna do genomu hostitelské buňky. Může být neaktivní i několik let a projevit se až při oslabení organismu. Nejčastěji se takto projevují retroviry (HIV).
V případě napadení bakteriální buňky se namísto označení „provirus“ užívá označení „profág“.
Za objev mechanismu syntézy tzv. provirů, tj. virů, jejichž nukleová kyselina se v určitém stadiu životního cyklu vkládá do genomu hostitelské buňky, získal v roce 1965 Nobelovu cenu André Michel Lwoff (spolu s Françoisem Jacobem a Jacquesem Monodem). „Řada základních virologických pojmů, jako je např. profág, provirus, virion nebo kapsida pochází buď přímo od Lwoffa, nebo od jeho spolupracovníků.“
Termín zavedl americký virolog Richard Shope,[zdroj?] který v roce 1935 popsal papilomavirus u králíka a předpokládal, že tento DNA virus může zůstat jako provirus v latentní formě v organismu. Objev reverzní transkriptázy Howarda M. Temina (1970) poprvé ukázal, jak tohoto cíle retroviry dosahují.